# Dasysyrphus lapidosus
Dasysyrphus lapidosus är en tvåvingeart som beskrevs av Barkalov 1991. Dasysyrphus lapidosus ingår i släktet skogsblomflugor, och familjen blomflugor. Inga underarter finns listade i Catalogue of Life.